# The Lost World: Jurassic Park (игра, Mega Drive)
The Lost World: Jurassic Park (рус. Парк Юрского периода: Затерянный мир) — видеоигра в жанре action, разработанная студией Appaloosa Interactive и изданная компанией Sega эксклюзивно для консоли Mega Drive/Genesis 16 сентября 1997 года. Это одна из последних игр, выпущенных для платформы.

## Игровой процесс
Игра представляет собой action с видом сверху — «с высоты птичьего полёта». Игра задумана по мотивам фильма Стивена Спилберга «Парк Юрского периода: Затерянный мир». И хотя сюжеты фильма и игры заметно различаются, основной лейтмотив — приключения охотника на острове, полном динозавров, сохранён. Сюжет The Lost World: Jurassic Park начинается с того, что протагониста высаживают на острове Сорна, на котором обитает множество динозавров, а также орудуют охотники-браконьеры.
Остров Сорна разделён на четыре локации, каждая из которых содержит по три миссии. Каждый раз игрок получает определённое задание, которое необходимо выполнить. В помощь даются КПК с навигатором, различное оружие, а также возможность управлять транспортными средствами (джипом и катером). По окончании всех трёх миссий в локации открывается «босс-миссия», которая в отличие от трёх основных, является псевдо-3D шутером с впечатляющей для своего времени графикой, максимально полно раскрывающей потенциал Sega Genesis.
В The Lost World: Jurassic Park предусмотрен режим «Civil War», в котором два игрока играют друг против друга. «Civil War» активируется только после полного прохождения игры. Также после полного прохождения игроку сообщается чит-код MAGICBOX, позволяющий выбирать миссию, с которой начинать игру.
В игре встречаются такие динозавры, как дилофозавр, троодон, велоцираптор, стегозавр, трицератопс и тираннозавр. Все они различаются между собой наносимым герою уроном, скоростью передвижения, выносливостью и другими характеристиками.

## Оценки и мнения
| Сводный рейтинг       | Сводный рейтинг                                                                    |
| Агрегатор             | Оценка                                                                             |
| --------------------- | ---------------------------------------------------------------------------------- |
| MobyRank              | 72/100                                                                             |
| Иноязычные издания    |                                                                                    |
| Издание               | Оценка                                                                             |
| AllGame               | 2,5 из 5 звёзд · 2,5 из 5 звёзд · 2,5 из 5 звёзд · 2,5 из 5 звёзд · 2,5 из 5 звёзд |
| Game Informer         | 8,25/10                                                                            |
| Sega-16               | 6/10                                                                               |
| SEGA-Mag              | 9/10                                                                               |
| Superjuegos           | 94/100                                                                             |
| Hobby Consolas        | 9/10                                                                               |
| The Video Game Critic | F                                                                                  |

The Lost World: Jurassic Park получила смешанные, но в основном положительные отзывы от критиков. На сайте MobyGames игра имеет среднюю оценку в 72 балла из 100 возможных.
Обозреватель журнала Game Informer поставил игре 8,25 баллов из 10, заметив: «Мы можем с уверенностью сказать, что эта игра лучше, чем версия для PlayStation/Saturn». Критик похвалил миссию с загоном стегозавров в клетки, большой выбор оружия, транспортные средства и многопользовательский режим. Помимо этого, рецензент отметил отличную графику, заметив, что «Sega Genesis работает на пределе своих возможностей», однако иногда были обнаружены и падения кадровой частоты. В своём итоге обозреватель написал, что хочет видеть больше таких хитов, как The Lost World: Jurassic Park для Genesis.
Рецензент сайта SEGA-Mag оценил The Lost World: Jurassic Park в 9 баллов из 10. Высоких похвал в первую очередь удостоилась графика и анимация: «Количество цветов и градиент поражают. Трудно поверить, что консоль показывает только 64 цвета». По мнению критика игра раскрывает весь потенциал возможностей Mega Drive. К достоинствам также были отнесены игровой процесс, умеренная сложность и разнообразие локаций. Среди недостатков упомянуты замедление игры в некоторых моментах и управление транспортными средствами.
Высокую оценку игре поставил рецензент из Superjuegos. The Lost World: Jurassic Park получил 94 балла из 100. Позитивно были оценены игровой процесс, графика и звук, отметив: «Эту игру можно несомненно включить в список 10 лучших выпусков в истории консоли. Её геймплей, разнообразие и эффектность делают проект неповторимым и показывает нам, что на Mega Drive по-прежнему могут показать что-то новое». В своём итоге критик заметил, что если The Lost World: Jurassic Park является последней игрой для приставки, то это достойное завершение для неё.
Обозреватель из сайта Hobby Consolas поставил The Lost World: Jurassic Park оценку в 9 баллов из 10. Из плюсов был назван интересный игровой процесс. Рецензент при этом отметил: «Возможно, в некоторые моменты миссии становятся слишком длинными, а события затянутыми, но в целом игра является привлекательной и имеет интересные этапы». В конце обзора критик порекомендовал The Lost World: Jurassic Park владельцам Mega Drive.
Более сдержанно оценил игру критик из Sega-16.com. В большей части обзора упоминался игровой процесс. Также по мнению рецензента, «если бы я играл в The Lost World: Jurassic Park в 1997 году, то были бы совершенно другие впечатления». К негативным сторонам было отнесено заметное расхождение сюжета с фильмом, поскольку можно было взять больше элементов оригинала, однако похвалы удостоились звуковые и визуальные эффекты. По мнению критика, игру The Lost World: Jurassic Park можно было сделать лучше, устранив недостатки. В итоге была поставлена оценка в 6 баллов из 10.
Крайне негативно оценена The Lost World: Jurassic Park на сайте The Video Game Critic. Игра получила самую низкую оценку — «F». Обозреватель раскритиковал повторяющиеся и запутанные уровни, постоянные нападения динозавров, неудобную навигацию по меню и слабое оружие, отметив, что динозавров почти невозможно уничтожить, а это, по мнению критика, делает игру очень медленной и утомительной. «Я надеялся, The Lost World мог быть скрытым драгоценным камнем, но это одна из тех игр [серии] Jurassic Park, которую лучше забыть» — заключает рецензент.